# لیوسنز
لیوسنز (به هلندی: Lioessens) یک منطقهٔ مسکونی در هلند است که در دونگرادیل واقع شده‌است. لیوسنز ۳۴۸ نفر جمعیت دارد.